# Rafael DeSoto
Rafael DeSoto, né Rafael Maria de Soto le 18 février 1904 à Porto Rico et décédé le 24 décembre 1992 à New York, est un peintre et illustrateur américain.

## Illustrations

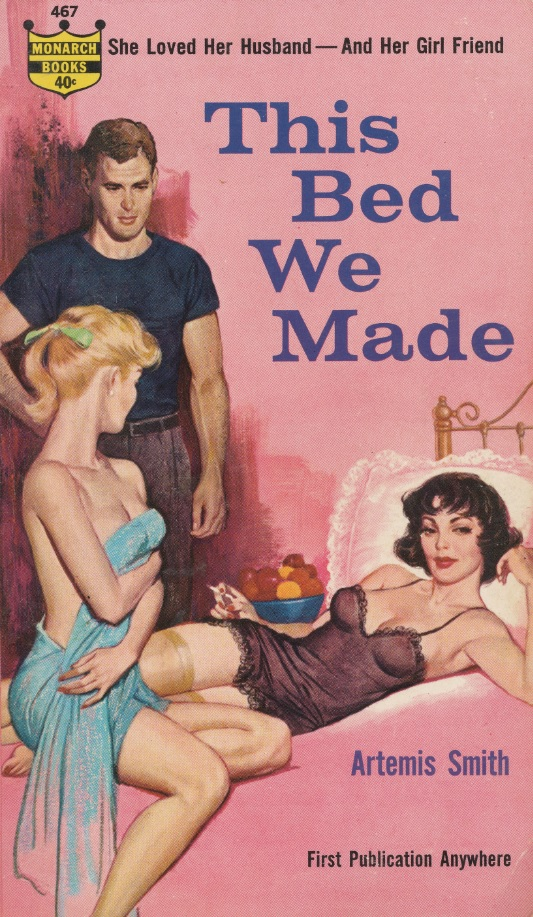
This Bed We Made, 1961
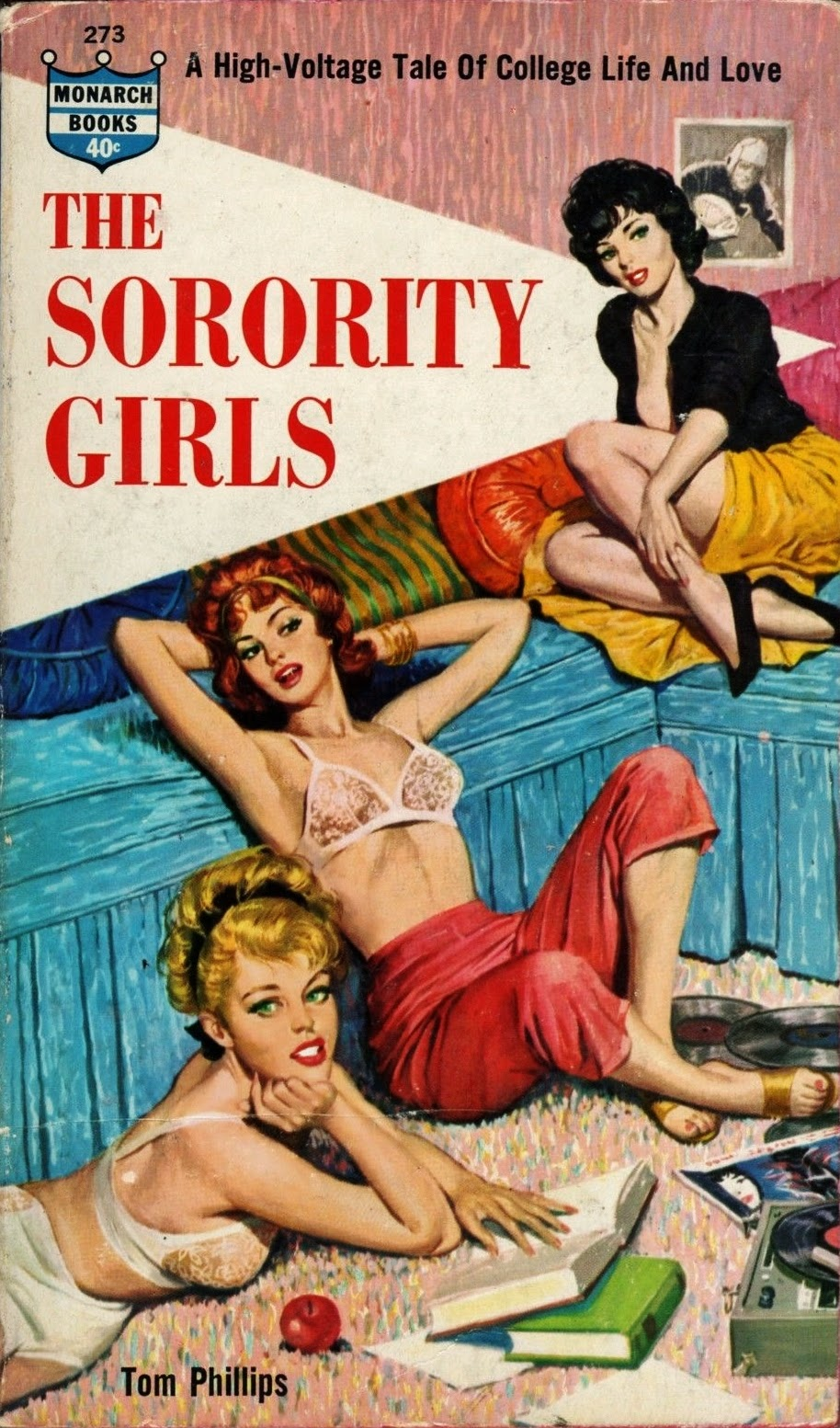
The Sorority Girls, 1962
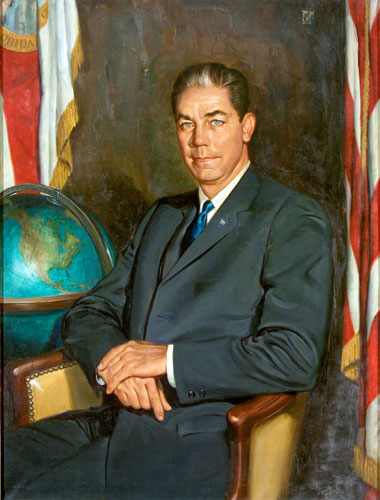
Haydon Burns, 1965